# Колона (Италия)
 Тази статия е за градчето в Централна Италия.  За конструктивния елемент вижте Колона.  
Коло̀на (на италиански: Colonna) е малко градче и община в Централна Италия, провинция Рим, регион Лацио. Разположено е на 343 m надморска височина. Населението на общината е 4016 души (към 2010 г.).